# Стара Пасленка
Стара Пасленка (пол. Stara Pasłęka) — село в Польщі, у гміні Бранево Браневського повіту Вармінсько-Мазурського воєводства.
Населення — 31 особа (2011).
У 1975-1998 роках село належало до Ельблонзького воєводства.

## Демографія
Демографічна структура станом на 31 березня 2011 року:
|          | Загалом | Допрацездатний вік | Працездатний вік | Постпрацездатний вік |
| -------- | ------- | ------------------ | ---------------- | -------------------- |
| Чоловіки | 12      | 2                  | 10               | 0                    |
| Жінки    | 19      | 7                  | 10               | 2                    |
| Разом    | 31      | 9                  | 20               | 2                    |